# Dumnissus
Dumnissus, keltisch Dumno, war eine keltische, vorrömische Siedlung, die unter Caesars Oberbefehl in die römische Provinz erfasst wurde und aufgrund der Nähe zur Militärstraße (Ausoniusstraße) auf dem Hunsrück zwischen Trier und Bingen am Rhein zu einem Handels- und Militärstandort aufgebaut wurde. Der Name leitet sich vom keltischen Wort dubno-/dumno „tief, hoch“ ab. Dies bezieht sich auf die hohe Lage von Denzen (400 m ü. NHN.) 
Aus der keltischen Siedlung Dumno ging der heute zu Kirchberg gehörende Stadtteil Denzen hervor, nachdem 445 n. Chr. die römische Herrschaft im Hunsrück versiegt und von den Alemannen und Franken lange Zeit später erneut bevölkert wurde.
Um das Jahr 1310, nach neueren Erkenntnissen des Landeshauptarchiv Koblenz wohl 1330–1335, wird Denzen unter dem Namen Densin im Sponheimischen Gefälleregister der Grafschaft Sponheim erwähnt.
Am 10. Februar 1928 wurde Denzen, das ehemalige Dumnissus, gegen den Widerstand der Denzer Bevölkerung in die westlich liegende Stadt Kirchberg eingemeindet.